# Ymanitu Silva
Ymanitu Geon da Silva (* 23. April 1983 in Tijucas, Santa Catarina) ist ein brasilianischer Rollstuhltennisspieler.

## Karriere
Ymanitu Silva sitzt seit einem Autounfall im Jahr 2007 im Rollstuhl. Er spielt seit 2010 ITF-Turniere, 2014 wechselte er in die Klasse der Quadriplegiker („Quad“).
Er nahm mehrfach an Grand-Slam-Turnieren teil und konnte im Doppel zwei Endspiele erreichen. Bei den French Open 2019 unterlag er an der Seite von Kōji Sugeno in der ersten Austragung des Quad-Wettbewerbs Dylan Alcott und David Wagner. Im Finale der Australian Open 2023 verlor er mit Donald Ramphadi gegen das niederländische Doppel Sam Schröder und Niels Vink.
Silva vertritt seit 2019 Brasilien beim World Team Cup und belegte dabei 2022 mit seinem Team den dritten Platz.
Zusammen mit Leandro Pena gewann er die Silbermedaille im Quad-Doppel der Parapanamerikanschen Spielen 2023 in Santiago de Chile. Die beiden unterlagen im Finale den Chilenen Francisco Cayulef und Diego Pérez in drei Sätzen.
Ymanitu Silva nahm dreimal an Paralympischen Spielen teil. 2016 in Rio erreichte er das Viertelfinale, dort verlor er gegen Lucas Sithole. Im Doppel war er mit seinem Partner Rodrigo Oliveira in der Erstrundenbegegnung gegen die Israelis Itay Erenlib und Shraga Weinberg chancenlos. Bei den Spielen von 2021 in Tokio trat er nur im Einzel an, er unterlag nach Satzführung David Wagner in der ersten Runde. Die Sommer-Paralympics 2024 in Paris waren seine erfolgreichsten. Im Einzel kam er bis in das Viertelfinale, wo es am späteren Silbermedaillengewinner Sam Schröder kein Vorbeikommen gab. Im Doppel verpasste er an der Seite von Leandro Pena nur knapp eine Medaille – gegen das südafrikanische Doppel Donald Ramphadi und Lucas Sithole unterlagen die Brasilianer im Spiel um Platz drei erst im Match-Tie-Break.

## Leistungsbilanz bei den Grand-Slam-Turnieren

### Einzel
| Turnier         | 2019 | 2020 | 2021 | 2022 | 2023 | 2024 | 2025 | Karriere |
| --------------- | ---- | ---- | ---- | ---- | ---- | ---- | ---- | -------- |
| Australian Open | –    | –    | –    | –    | VF   | 1    | 1    | VF       |
| French Open     | HF   | –    | –    | VF   | –    | –    | –    | HF       |
| Wimbledon       | –    |      | –    | VF   | –    | –    | –    | VF       |
| US Open         | –    | –    | –    | –    | 1    |      |      | 1        |

### Doppel
| Turnier         | 2019 | 2020 | 2021 | 2022 | 2023 | 2024 | 2025 | Karriere |
| --------------- | ---- | ---- | ---- | ---- | ---- | ---- | ---- | -------- |
| Australian Open | –    | –    | –    | –    | F    | VF   | VF   | F        |
| French Open     | F    | –    | –    | HF   | –    | –    | –    | F        |
| Wimbledon       | –    |      | –    | HF   | –    | –    | –    | HF       |
| US Open         | –    | –    | –    | –    | HF   |      |      | HF       |

Zeichenerklärung: S = Turniersieg; F, HF, VF, AF = Einzug ins Finale / Halbfinale / Viertelfinale / Achtelfinale; 1, 2, 3 = Ausscheiden in der 1. / 2. / 3. Hauptrunde; nicht ausgetragen